# Club Deportivo Santiago City
El Club Deportivo Santiago City es un club de fútbol de Chile, con sede en la comuna de Las Condes, en la ciudad de Santiago. Fue fundado el 25 de marzo de 2020 y juega en la Segunda División Profesional, tercera categoría del fútbol chileno.
El club ha obtenido dos títulos en su historia: en 2022 en la Tercera División B, y 2024 por la Tercera División A.

## Historia
Fue fundado el 25 de mayo de 2020 en la comuna de Las Condes por Jorge Sotomayor, manager de diversos futbolistas de la liga chilena, con el objetivo de otorgar oportunidades y espacio a deportistas marginados y relegados de las divisiones inferiores de equipos de la primera división de Chile.
Aunque en su nombre aparece la palabra "City", éstos no tienen nada que ver con el equipo inglés Manchester City y su conglomerado City Football Group, siendo un alcance de nombre y escudo.Ello fue objeto de controversia legal, siendo denunciado el equipo chileno por uso de marca por parte del conglomerado inglés, llegando a acuerdo en mayo de 2022 donde Santiago City y su directiva se comprometía a cambiar y modificar su escudo en el mediano plazo, so pena de ser objeto de acciones legales por parte de Manchester City.
En 2021, postularon a la temporada 2022 de la Tercera División B, quinta categoría del fútbol chileno, siendo aceptados por la ANFA el 29 de diciembre de dicho año, convirtiéndose así en el primer equipo en participar en la Tercera División desde el año 2000.
En la temporada 2022, el equipo de Sancity ganó el torneo de Tercera División B, ascendiendo a la Tercera División A. Dicho año no estuvo exento de polémicas, luego que en octubre, antes de enfrentar un partido contra Naval, Jorge Sotomayor acusó que el delantero navalino Angelo Novoa tenía una orden de alejamiento vigente con su hija, expareja del jugador. La discusión subió de niveles, hasta que Jorge Sotomayor habría sacado un arma de fuego para amenazar al jugador y dirigentes navalinos.El incidente terminó con Sotomayor detenido, y luego renunciando a la presidencia del club.
En la temporada 2023, el club muy cerca de ascender a la Segunda División Profesional, pese a ganar como local, su partido de la última fecha de la liguilla ante Colchagua, pero el triunfo de Concón National también como local sobre Deportes Colina (partido que se jugó en simultáneo), socavó las posibilidades de ascender al profesionalismo. 
El equipo fue suspendido de las competencias ANFA el año 2022 por un incidente con medios de comunicación en un partido ante Colchagua, donde cortaron los micrófonos de prensa acreditada, además de recibir amenazas por parte del presidente del Club Jorge Sotomayor, trayendo como consecuencia una sanción de 3 años para competiciones ANFA. Meses más tarde, la sanción fue revertida, luego de que el equipo apelara al castigo dado por al tribunal de la Asociación. En ese mismo año, Santiago City enfrentó a Colo-Colo, en la primera fase de la Zona Centro Norte de la Copa Chile 2023, perdiendo ante los albos por el marcador de 2-0.
En la temporada 2024, Sancity ganó el título en una reñida lucha con Brujas de Salamanca y logró ascender al profesionalismo, junto al equipo nortino.

## Uniforme
- Uniforme titular: Camiseta rosa, pantalón rosa y medias rosas.
- Uniforme visitante: Camiseta negra, pantalón negro y medias negras.

### Uniforme Titular
| 2022 | 2023 | 2024 |

### Uniforme Alternativo
| 2022 | 2023 | 2023 | 2024 |

### Uniforme Tercero
| 2022 |

### Indumentaria
| Período   | Proveedor |
| --------- | --------- |
| 2022-2023 | Adidas    |
| 2024      | Diadora   |
| 2025-     | OneFit    |

| Período | Auspiciador       |
| ------- | ----------------- |
| 2022    | La Facultad Disco |
| 2023    | Vaquita Sabrosa   |
| 2024    | Transportes BS    |

## Estadio
Santiago City no cuenta con un estadio propio, por lo que ejercen la localía de sus partidos y prácticas en el Estadio Municipal de Las Condes, de propiedad de la Municipalidad de Las Condes, gracias a la Dirección de Desarrollo Comunitario de esta última.En el mismo recinto ejercen localía los clubes amateurs y formativos de la Municipalidad y la Asociación de Fútbol de la misma comuna. La cancha del estadio se compone de césped sintético junto a luz artificial.
Debido a la pequeña infraestructura del recinto, el equipo ciudadano ha tenido problemas, al recibir a rivales de peso y partidos de relevancia en sus dependencias, por lo que ha tenido que buscar localía en distintos estadios de Santiago, como el estadio Bernardo O'Higgins de la comuna de Quinta Normal, estadio que en tiempos recientes, ha utilizado el equipo para la localía de sus partidos.

## Datos del club
- Temporadas en Segunda División Profesional: 1 (2025–).
- Temporadas en Tercera División A: 2 (2023–2024).
- Temporadas en Tercera División B: 1 (2022).

## Jugadores

### Plantilla 2025
- Por disposición de la ANFP, los equipos chilenos en la Segunda División Profesional están limitados a tener en su plantel un máximo de tres futbolistas extranjeros, excluidos aquellos registrados en el Fútbol Formativo.
- Por disposición de la ANFP, el número de las camisetas no puede sobrepasar al número de jugadores inscritos.
- Por disposición de la ANFP el plantel debe utilizar al menos 1638 minutos a juveniles chilenos (nac. 1 de enero de 2003).

### Altas 2025
| Jugador             | Posición      | Procedencia          | Tipo     |
| ------------------- | ------------- | -------------------- | -------- |
| Marcelo Suárez      | Portero       | Deportes Colina      | Libre    |
| Matías Silva        | Defensa       | Unión San Felipe     | Libre    |
| Ignacio Mesina      | Defensa       | Coquimbo Unido       | Libre    |
| Bruno Romo          | Defensa       | Unión La Calera      | Libre    |
| Miguel Arias        | Defensa       | Trasandino           | Libre    |
| Matías Quiroz       | Defensa       | General Velásquez    | Libre    |
| Francisco Sepúlveda | Defensa       | Deportes Recoleta    | Libre    |
| Andrés Díaz         | Mediocampista | San Luis             | Libre    |
| Marco Medel         | Mediocampista | Deportes Copiapó     | Libre    |
| Esteban Carvajal    | Mediocampista | Rangers              | Libre    |
| Jordy Contreras     | Mediocampista | Trasandino           | Libre    |
| Bastián Arias       | Mediocampista | Colo-Colo            | Préstamo |
| Zederick Vega       | Delantero     | Deportes Temuco      | Libre    |
| Damián Sáez         | Delantero     | Trasandino           | Libre    |
| Franco Astudillo    | Delantero     | Huachipato           | Libre    |
| Nicolás Gutiérrez   | Delantero     | Lautaro              | Libre    |
| Nicolás Castillo    | Delantero     | Universidad Católica | Libre    |
| Luis Hernández      | Delantero     | Universidad Católica | Préstamo |

### Bajas 2025
| Jugador           | Posición      | Procedencia          | Tipo  |
| ----------------- | ------------- | -------------------- | ----- |
| Martín Delgado    | Defensa       | Santiago Morning     | Libre |
| Santiago Chicao   | Defensa       | Lota Schwager        | Libre |
| Sebastián Toro    | Defensa       | Retiro               |       |
| Álex Matamala     | Defensa       | Bandera de ?         | Libre |
| Luis Valenzuela   | Mediocampista | Deportes Rengo       | Libre |
| Bastián Marchant  | Mediocampista | Quintero Unido       | Libre |
| Mauro Maureira    | Mediocampista | Provincial Osorno    | Libre |
| Raniery Figueroa  | Mediocampista | Bandera de ?         | Libre |
| Emanuel Vargas    | Mediocampista | Atlético Oriente     | Libre |
| Adrián Obando     | Delantero     | Cóndor de Pichidegua | Libre |
| Juan José Sánchez | Delantero     | Constitución Unido   | Libre |
| Joaquín Agüero    | Delantero     | Bandera de ?         | Libre |
| Mauricio Cortez   | Delantero     | Bandera de ?         | Libre |

## Entrenadores

### Cronología
Los entrenadores interinos aparecen en cursiva.
- Cristian Febre (2022)
- Jorge Acuña (2023)
- Carlos Bussenius (2023)
- Cristian Febre (2023)
- Claudio Rojas (2024)
- Luis Pérez Franco (2024)
- Juan José Luvera (2025)
- Yerko Abayay (2025)
- Rafael Celedón (2025-)

## Palmarés

### Títulos nacionales
- Tercera División A de Chile (1): 2024
- Tercera División B de Chile (1): 2022

## Hinchada
Los hinchas del equipo se autodenominan la «San Brava», con apariciones en los distintos partidos que Santiago City juega, y generando ruido en redes sociales y medios de comunicación digitales en el partido contra Colo-Colo por Copa Chile el año 2023.